# Pölzig
Pölzig è un comune di 1 132 abitanti della Turingia, in Germania.
Appartiene al circondario (Landkreis) di Greiz (targa GRZ) ed è parte della comunità amministrativa (Verwaltungsgemeinschaft) di Am Brahmetal.